# Polyglottsångare
Polyglottsångare (Hippolais polyglotta) är en övervägande sydvästeuropeisk fågel inom familjen rörsångare (Acrocephalidae). Fågeln uppträder sällsynt norr om utbredningsområdet, med bland annat åtta fynd i Sverige. Den är nära släkt med den östligare och nordligare härmsångaren. IUCN kategoriserar den som livskraftig. 

## Utseende och läte
Polyglottsångaren är en medelstor sångare (12–13,5 cm) och mycket lik sin öst- och nordeuropeiska motsvarighet härmsångaren (Hippolais icterina) sitt relativt stora huvud, ofta resta hjässfjädrar, bredbasiga näbb, ganska korta tvärt avskurna stjärt, grönaktiga ovansida och ljusgula undersida. Den skiljer sig från härmsångaren genom att ha ett lite näpnare uttryck med rundare huvud och kortare näbb. Vingen är tydligt kortare och mer enfärgad och färgen på ryggen snarare brungrön än grågrön.

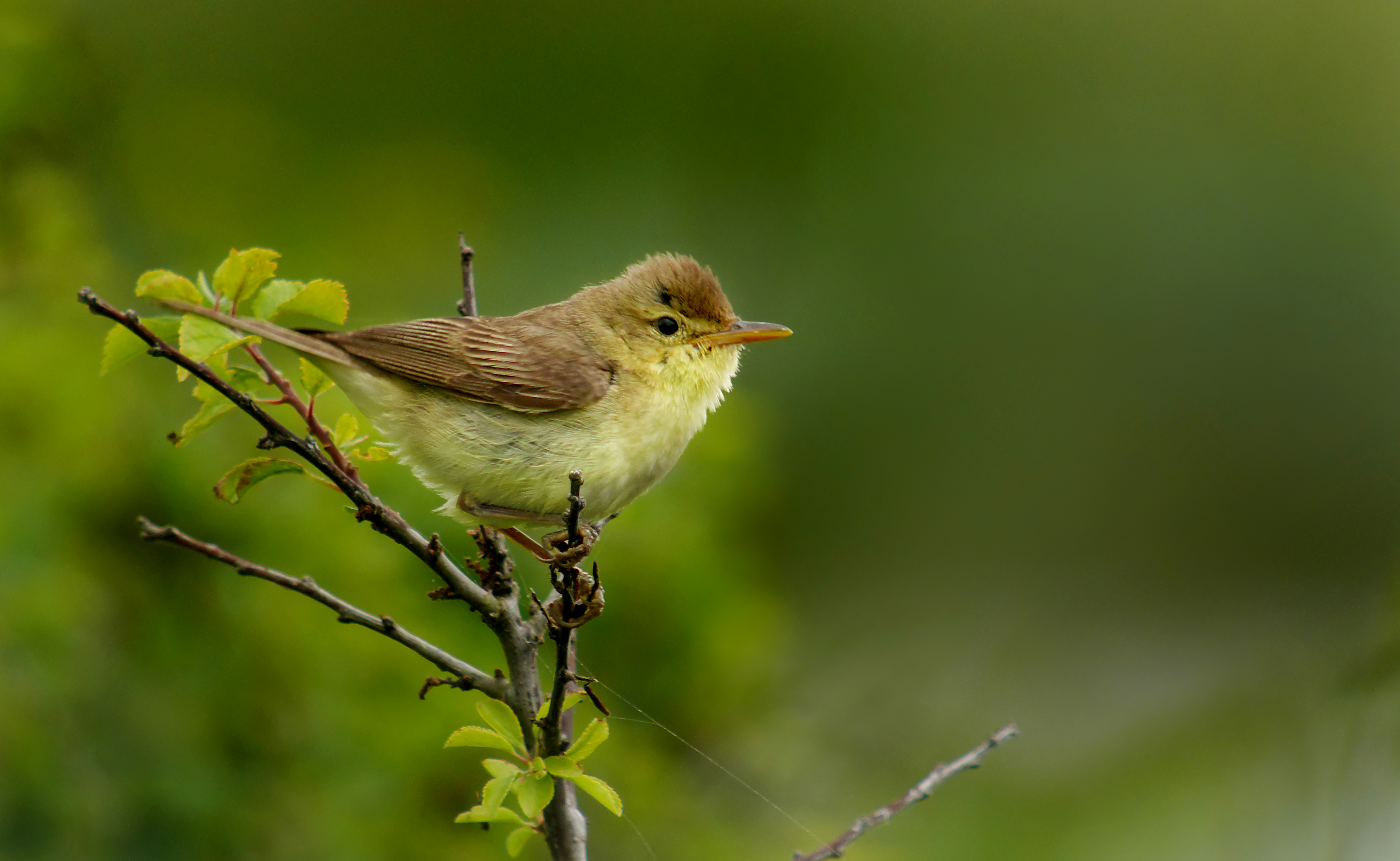

Sången liknar härmsångarens men är pladdrigare, snabbare och mindre varierad, vanligtvis utan härmsångarens härmtoner. Bland lätena hörs olika smackande läten som "tett", "tre-te-te-ty" eller utdragna "te-te-te-te-te-..." men även tjattrande "tr'r'r'r'r'r'rt".

## Utbredning
Polyglottsångaren häckar i nordvästra Afrika samt sydvästra Europa från Frankrike och Iberiska halvön till södra Belgien, sydvästra Tyskland, Schweiz, Italien, Slovenien och västra Kroatien. Vintertid flyttar den till Västafrika söder om Sahara. Under flyttningen som går över nordvästra Afrika ses den fåtaligt men regelbundet i Storbritannien, liksom i Kanarieöarna.

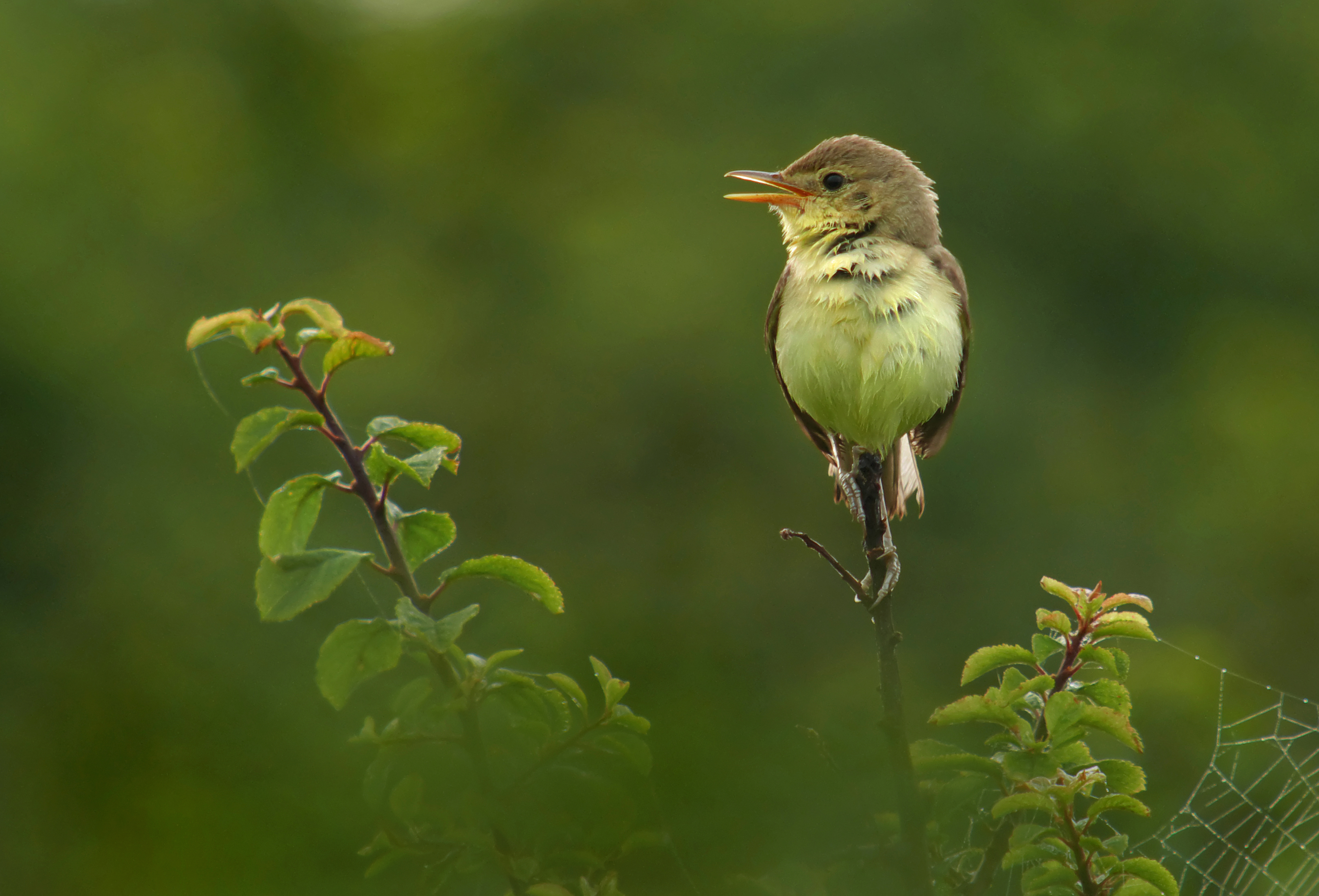
Polyglottsångare fotograferad i Guidel i franska Bretagne.

Tillfälligt har den påträffats så långt västerut som i Azorerna och norrut i alla nordiska länder utom Finland. 

### Förekomst i Sverige
I Sverige är polyglottsångaren en mycket sällsynt gäst med endast åtta fynd, varav en märkligt nog uppträdde över en månad i södra Lappland och hela fyra ringmärkta i Ottenby på Öland:
- 12/10 1978 – ringmärkt i Ottenby, Öland
- 6–7/10 1984 – Segerstads fyr, Öland
- 27/5–1/6 2009 – sjungande i Islingby, Dalarna
- 23/6–29/7 2011 – sjungande i Klimpfjäll, Åsele lappmark
- 18/8 2016 – ringmärkt i Ottenby, Öland
- 13/6 2019 – ringmärkt i Ottenby, Öland
- 14–15/7 2019 – ringmärkt i Ottenby, Öland
- 22-27/9 2022  – rastande på Björn, Uppland

## Systematik
Polyglottsångaren beskrevs vetenskapligt av franske ornitologen Louis Jean Pierre Vieillot 1817 som Sylvia polyglotta. Det svenska namnet, tillika artnamnet, kommer av grekiska πολυγλωττος poluglōttos som betyder "melodisk" eller "flerröstad", en sammansättning av πολυς polus, "många", och γλωσσα glōssa, "tunga”.
Polygottsångare behandlas som monotypisk, det vill säga att den inte delas in i några underarter. Genetiska studier visar att den är närmast släkt med härmsångaren (H. icterina).

### Familjetillhörighet
Tidigare fördes polyglottsångaren liksom ett stort antal andra arter till familjen Sylviidae, tidigare kallad rätt och slätt sångare. Forskning har dock visat att denna gruppering är missvisande, eftersom då även välkända och mycket distinkta familjer som svalor, lärkor och stjärtmesar i så fall bör inkluderas. Polyglottsångaren med släktingar har därför brutits ut till familjen rörsångare (Acrocephalidae), vilket även inkluderar just rörsångarsläktet Acrocephalus men även nesillorna på Madagaskar och några afrikanska arter.

## Levnadssätt
Polyglottsångaren påträffas i macchia, trädgårdar, stora och illa skötta trädgårdar, eksnår, täta törnbuskar på ängar, buskage i skogsgläntor eller skogsbryn, igenväxt betesmark eller flodnära skogar. Den häckar mellan maj och juli och lägger fyra till fem ägg. Födan är huvudsakligen insekter och andra invertebrater men kan sommartid också äta frukt och bär.

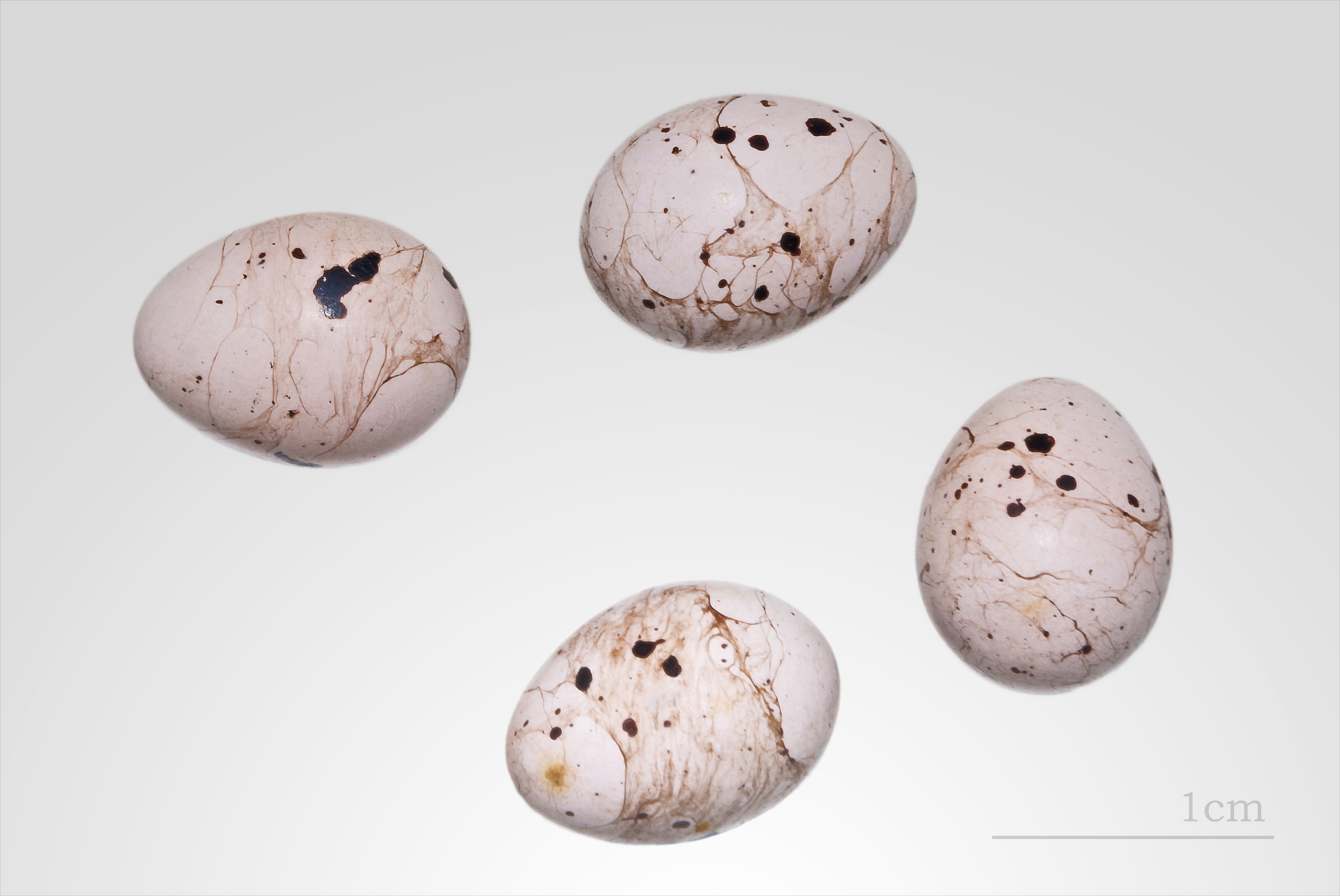
Polyglottsångarens ägg.

## Status och hot
Arten har ett stort utbredningsområde och tros öka i antal. Internationella naturvårdsunionen IUCN listar den därför som livskraftig (LC). Världspopulationen uppskattas till 5,69–9,43 miljoner könsmogna individer.